# Dombóvári Városszépítő és Városvédő Közhasznú Egyesület
A Dombóvári Városszépítő és Városvédő Közhasznú Egyesület 1984-ben alakult. Céljai: Dombóvár város szépítése, meglévő építészeti, műemléki, természeti és történelmi értékeinek védelme, a város és városkörnyék történelmi emlékeinek, természeti értékeinek feltárása és védelme, helytörténettel kapcsolatos kiadványok, pályázatok, emléktáblák, emlékművek, emlékhelyek gondozása, létesítése, városfejlesztéssel kapcsolatos szakmai tervek véleményezése vagy ennek kezdeményezése.

## Története
Az Egyesület 1984. november 27.-én alakult meg 37 taggal. Az ötletgazdája dr. Szőke Sándor (1932-2005) gimnáziumi tanár, helytörténész, aki 2005-ig töltötte be az Egyesület elnöki posztját. Varga Bianka Zsuzsanna (2019), Szűcs László (2013-2019, 2020-), dr. Kutas György (2012-2013), Kocsis Zoltán (2009-2011), Takács Istvánné és Vértesi Jánosné (2005-2009) és dr. Szőke Sándor (1984-2005) voltak az elnökök. 2010-től közhasznú az Egyesület.

### Dombóvári Művelődési Ház, Könyvtár és Helytörténeti Gyűjtemény
(rövidítve: Dombóvári Kulturális Szolgáltató Központ)
- Dombóvári Helytörténeti Gyűjtemény - Dombóvári Városszépítő és Városvédő Közhasznú Egyesület
- Tinódi Ház
- Földi István Könyvtár

## Kiemelt eredmények[4]
- Gyász emléknap: a második világháború elesett áldozatainak emlékére - 1991. április 21.
- Sírkert létrehozása: a legrégebbi, elhagyott, hozzátartozók nélküli síremlékekből összeállított emlékhely az Erzsébet utcai temetőben - 1996. november 1.
- A Kossuth-szoborcsoport karbantartása - 1998. szeptember 29.
- A Dombóvári Helytörténeti Gyűjtemény megnyitása - 2001. szeptember 22.
- Új városcímer - 1991
- Az Egyesület épített környezet-természetvédelem szakcsoportja kezdeményezte, felmérte és elkészítette a helyi műemléki védelemmel ellátandó épületek listáját - 1999

### Helytörténeti kiadványok[5]
- Mészárosné Fodor Klára: Újdombóvár története - 1988
- Dr. Szőke Sándorné: A II. világháború dombóvári halottainak emlékére/ dokumentumgyűjtemény - 1991
- Dr. Szőke Sándorné: A dombóvári gimnázium seccói - 1994
- Dr. Szőke Sándor: Dombóvár III. monográfia - 1996 - három egyesületi tagságú szerzővel: Dr. Szőke Sándor: Dombóvár földrajzi környezete és története, Mészárosné Fodor Klára: Újdombóvár története, Dr. Szőke Sándorné: Dombóvár köztéri szobrai és emlékművei (tanulmány)
- Takács Istvánné: A gyökerek nyomában - 1998
- Dr. Szőke Sándorné: A Dombóvári Városszépítő Egyesület 15 éve a dokumentumok tükrében - 1999
- Takács Istvánné: Arcok Dombóvárról - 2000
- Dr. Szőke Sándor: Dombóvár háborús évei/Visszaemlékezésekben és dokumentumokban - 2002
- Dr. Szőke Sándor: Múzeumi Tárlatvezető - 2004
- Dr. Szőke Sándorné: Múzeum a helytörténeti gyűjtemény - 2004
- Dr. Szőke Sándorné: A főszolgabírói laktól a Múzeum épületéig (1895-2011) megjelent a helytörténeti gyűjtemény 10. évfordulója alkalmából - 2011
- Dr. Szőke Sándorné: Hátrahagyott jelek... - 2010
- Dr. Kriston Vízi József - Milisits Máté (szerk.): Ismerős művek elfeledett alkotója - 2011
- Kriston Vízi József (szerk.): Ember – Táj – Természet – Alkotás: Dél-Dunántúli dolgozatok Dr. Szőke Sándor emlékére - 2013
- Takács Istvánné: A dombóvári zsidóság története - 2007
- Tóth Endre: Studia Valeriana - 2009
- Gelencsér Gyula: A Dombóvári Ipartestület története 1890-2010 - 2010
- Takács Istvánné- Müller Ádám: Fürdőélet Dombóváron - 2011
- Mészárosné Fodor Klára: Újdombóvár temetője - 2012